# Cratere di Astroni
Das FFH-Gebiet Cratere di Astroni ist ein NATURA 2000-Schutzgebiet in der italienischen Region Kampanien. Das 253 ha große Schutzgebiet liegt im Astroni-Krater in den Phlegräischen Feldern. Es fällt zum überwiegenden Teil in das Gemeindegebiet von Pozzuoli, nur ein kleiner Randbereich am nördlichen äußeren Kraterrand gehört zu Neapel. Das FFH-Gebiet wird von der Parkverwaltung des Regionalparks Phlegräische Felder verwaltet. Es besteht seit 1995 und ist zudem als Vogelschutzgebiet (555580586) ausgewiesen. Das FFH-Gebiet ist fast deckungsgleich mit dem seit 1969 bestehenden Schutzgebiet Riserva Naturale Statale Cratere degli Astroni (31169). Letzteres wird seit 1987 vom WWF Italia verwaltet.

## Bedeutung
Der Astroni-Krater ist eines der wenigen verbliebenen Naturgebiete in der Metropolitanstadt Neapel. Er weist ein besonderes Mikroklima auf, das durch eine Inversionswetterlage gekennzeichnet ist. So ist es am Kraterboden feuchter und kühler, als am Kraterrand, was zu einer Umkehr der Vegetationshöhenstufen führt. Am Kraterrand findet sich daher eine mediterrane Vegetation mit Mastixsträuchern, Steinlinden und Myrte, während am nur wenige Meter über dem Meeresspiegel gelegenen Kraterboden Pflanzen vorkommen, die sonst in höheren Lagen gedeihen, wie Kastanien, Stieleichen, Traubeneichen, Ulmen und Hainbuchen. Diese Besonderheit trägt auch wesentlich zur faunistischen Artenvielfalt im Schutzgebiet bei. Das Astroni-Krater weist deshalb die größte Biodiversität in der gesamten Metropolitanstadt Neapel auf.

## FFH-Lebensraumtypen
Im FFH-Gebiet Cratere degli Astroni sind auf Basis des Anhang I der FFH-Richtlinie folgende schützenswerte Lebensraumtypen verzeichnet:
- Natürliche eutrophe Seen mit einer Vegetation des Magnopotamions oder Hydrocharitions
- Wälder mit Quercus ilex und Quercus rotundifolia

## Arten

### Besonders schützenswerte Arten

#### Vögel
Folgende Arten, die im Anhang I der Vogelschutzrichtlinie der EU gelistet sind, sind im FFH-Gebiet Cratere degli Astroni anzutreffen. Die mit einem (b) gekennzeichneten Arten brüten im Schutzgebiet.:
| - Blaukehlchen - Eisvogel - Fischadler - Halsbandschnäpper | - Kampfläufer - Kleinsumpfhuhn - Moorente - Neuntöter (b) | - Purpurreiher - Rallenreiher - Rohrdommel - Rohrweihe | - Schwarzmilan - Wanderfalke - Wespenbussard - Ziegenmelker | - Zwergadler - Zwergdommel (b) |

#### Insekten
Unter den im Schutzgebiet vorkommenden Insekten finden sich folgende Arten von gemeinschaftlichem Interesse gemäß Anhang II der FFH-Richtlinie:
- Großer Eichenbock
- Helm-Azurjungfer

#### Säugetiere
Unter den im Schutzgebiet vorkommenden Säugetieren finden sich folgen Arten von gemeinschaftlichem Interesse gemäß Anhang IV der FFH-Richtlinie:
- Große Hufeisennase
- Kleine Hufeisennase

#### Amphibien und Reptilien
Unter den Amphibien und Reptilien sind folgende Arten von gemeinschaftlichem Interesse aufgeführt:
| - Äskulapnatter - Gelbgrüne Zornnatter - Springfrosch | - Ruineneidechse - Westliche Smaragdeidechse |

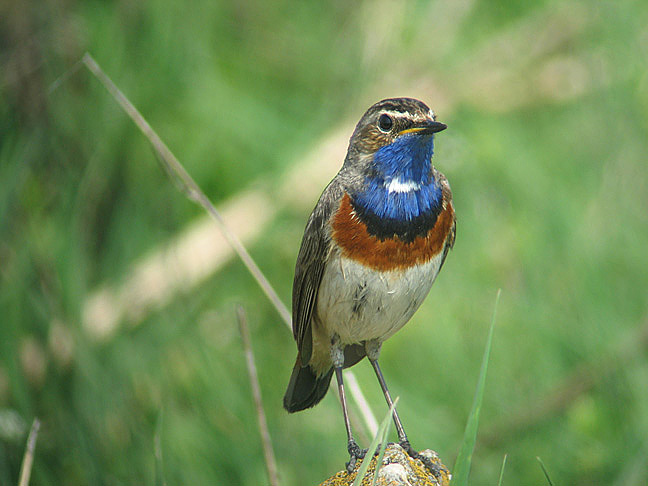
Blaukehlchen
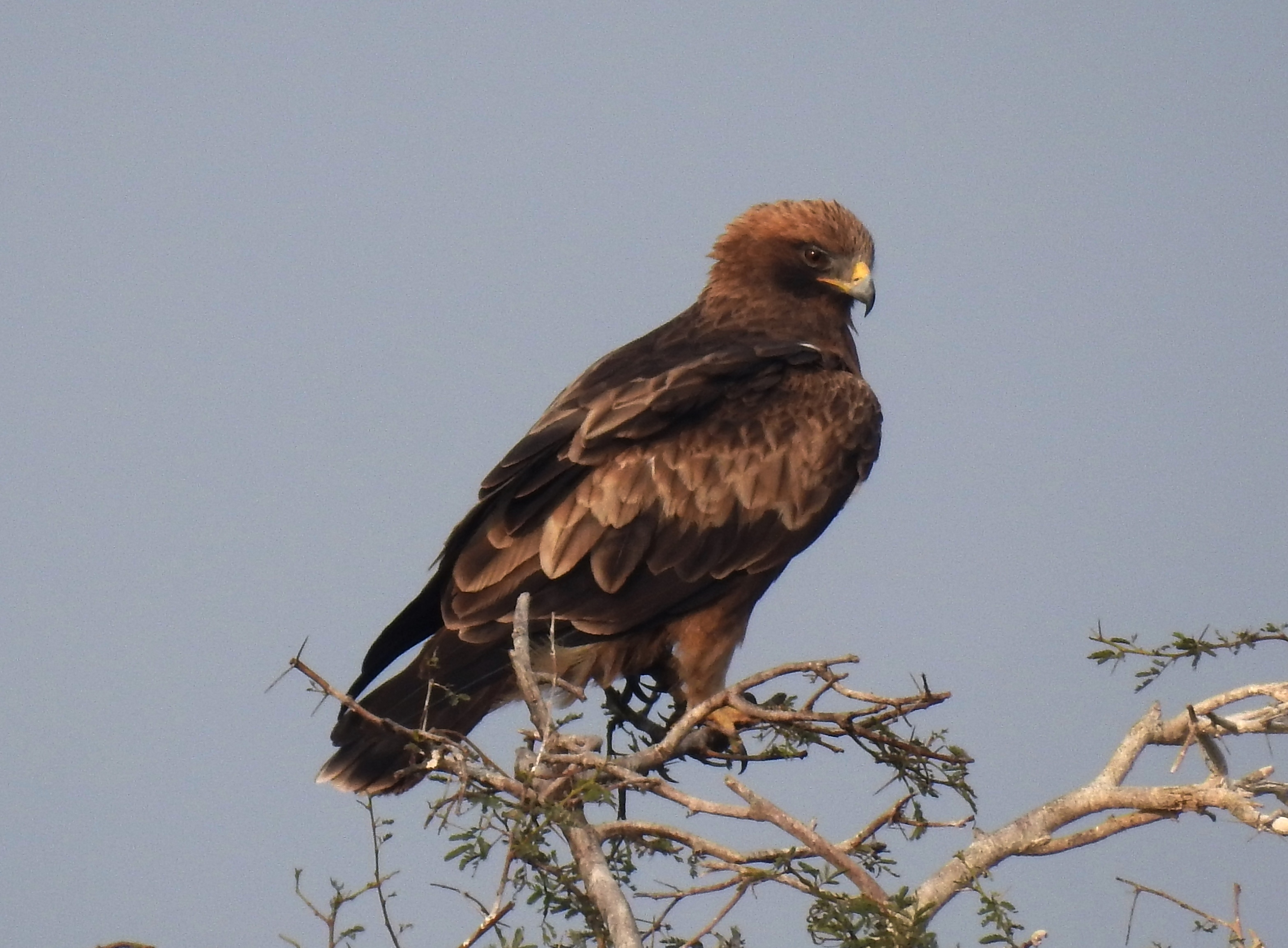
Zwergadler
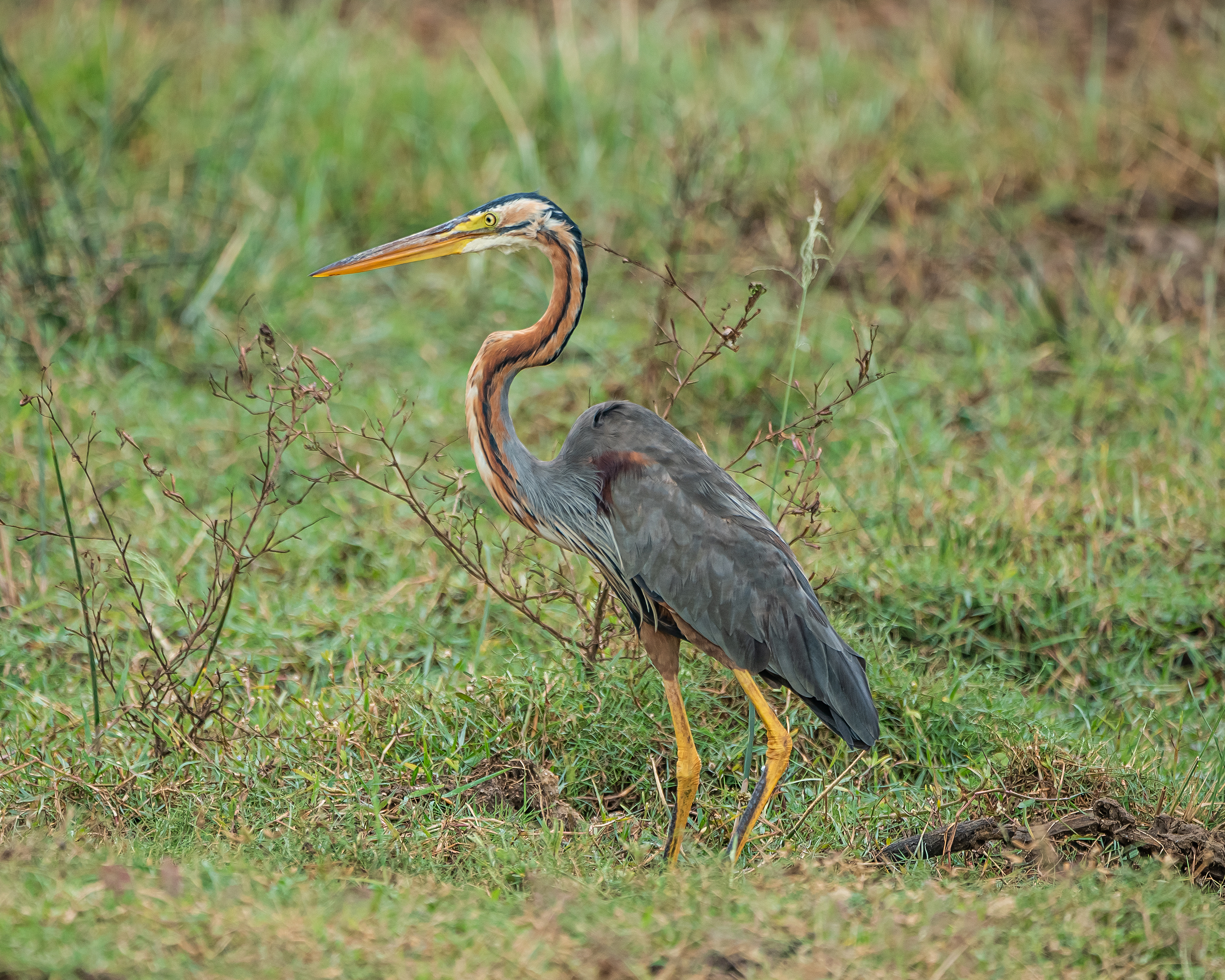
Purpurreiher
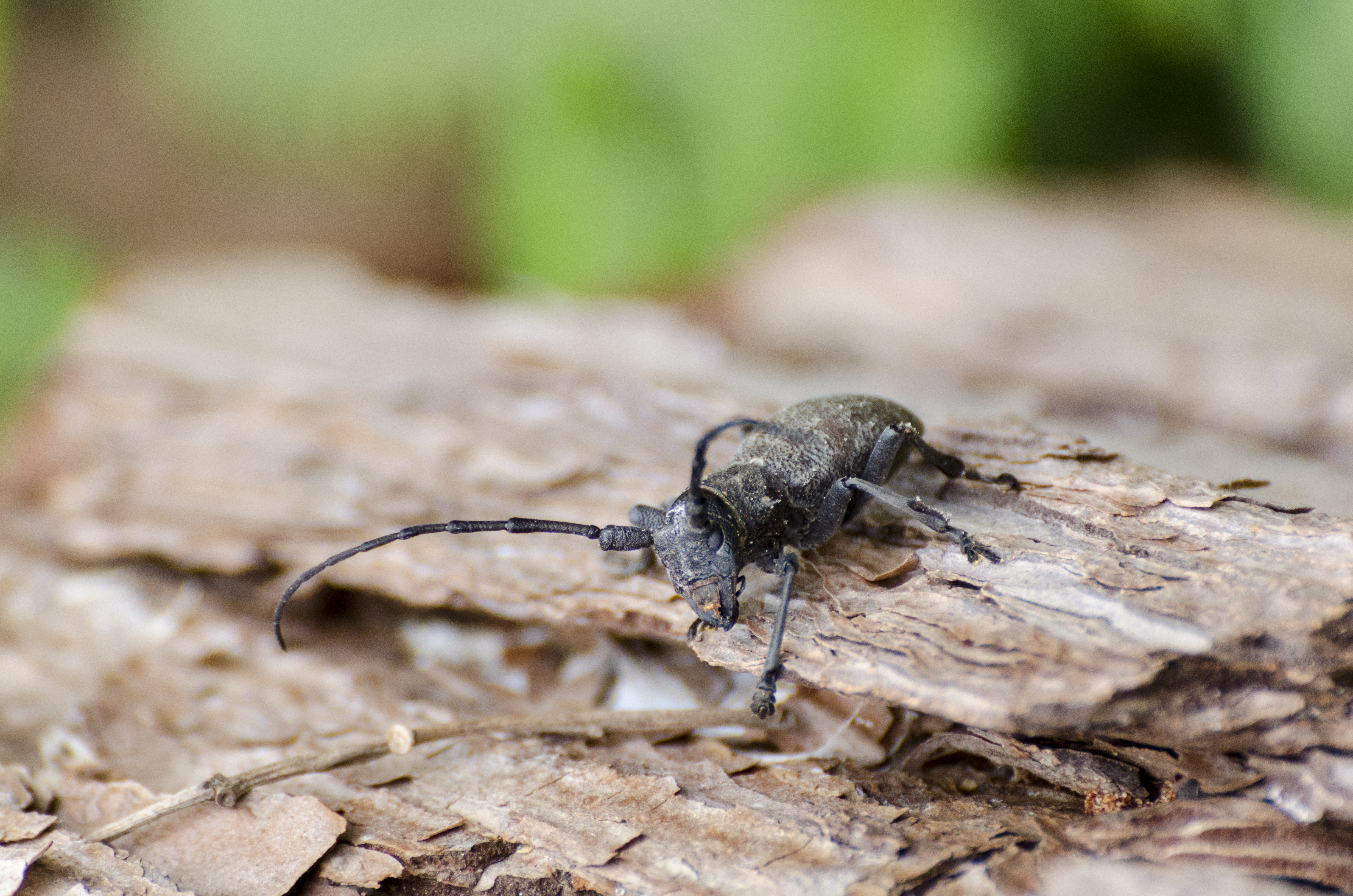
Großer Eichenbock
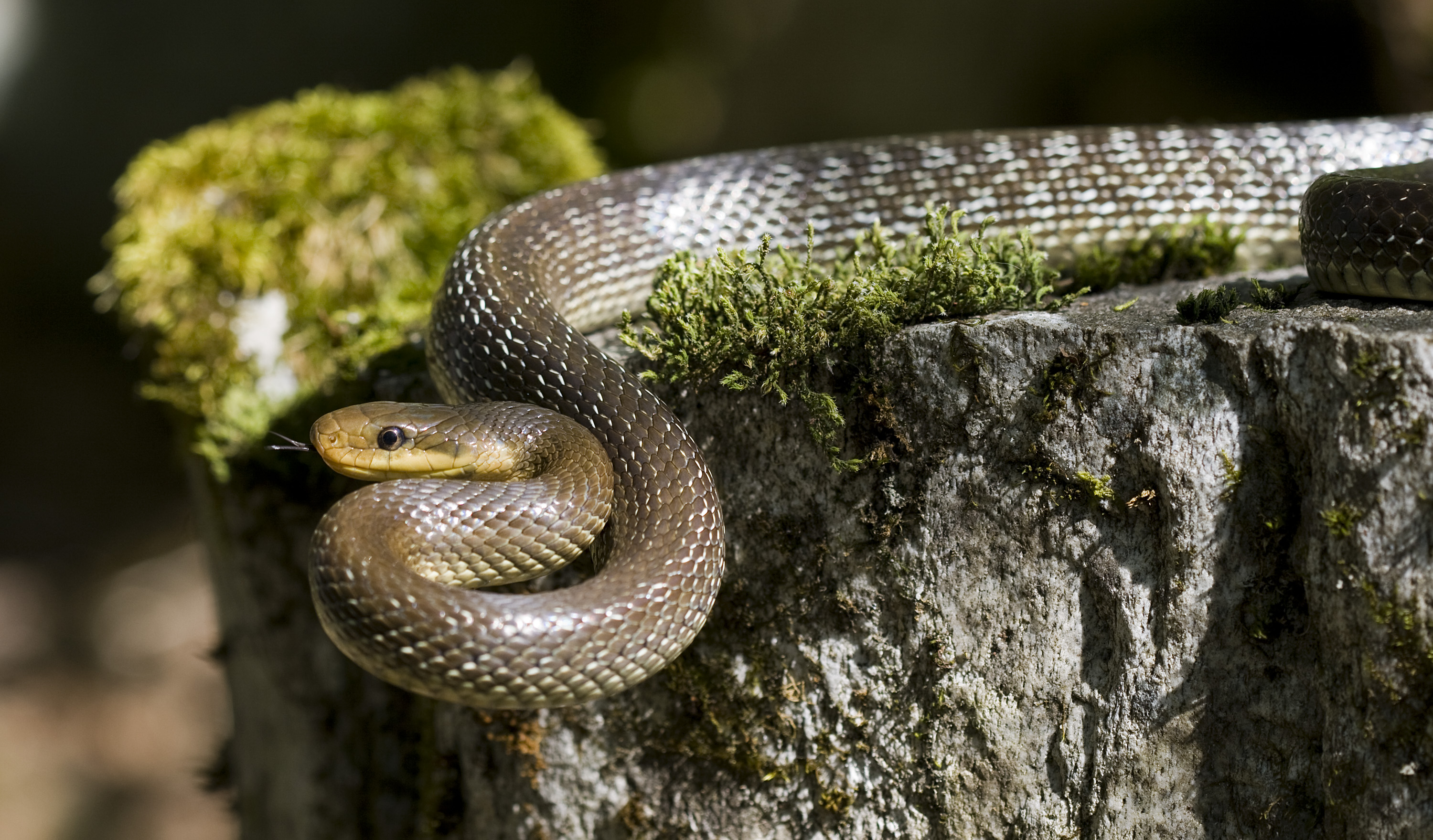
Äskulapnatter

### Weitere vorkommende Arten

#### Vögel
Die mit einem (b) gekennzeichneten Arten brüten im Schutzgebiet.
| - Blässhuhn - Ringeltaube (b) - Singdrossel | - Stelzenläufer - Teichralle - Turteltaube (b) | - Waldschnepfe - Wasserralle |

#### Amphibien und Insekten
| - Gemeine Winterlibelle - Italienischer Laubfrosch - Heiliger Pillendreher | - Keilfleck-Mosaikjungfer - Lucanus tetraodon, ein Käfer aus der Gattung Lucanus - Scharlachlibelle |

## Gefährdung und Schutzmaßnahmen
Das Schutzgebiet ist laut der von der Region Kampanien ausgearbeiteten Schutzmaßnahmen durch verschiedene Faktoren bedroht. Aufgezählt werden beispielsweise anthropogene Faktoren, wie Sport- und Freizeitverhalten im öffentlich zugänglichen Schutzgebiet. Des Weiteren werden als Bedrohung die Veränderung der Ökosysteme durch Brände oder durch natürliche Prozesse wie durch Verbuschung genannt. Als besondere Schutzmaßnahmen werden die Entfernung von Ungras sowie besondere Maßnahmen angesehen, die zum Erhalt und Verbesserung der Habitate des Großen Eichenbocks und der im Schutzgebiet beheimateten Fledermausarten beitragen.